# NK Dilj Vinkovci
NK Dilj je nogometni klub iz grada Vinkovaca. Od sezone 2014./15. natječe se u Međužupanijskoj nogometnoj ligi Slavonije i Baranje .

## Povijest
NK Dilj osnovan je 1950. godine u okrilju tvrtke "Dilj Vinkovci". 
Po osnivanju klub se, s povremenim prekidima, uključuje u natjecanje općine Vinkovci, natjecanja u radničko športskim igrama i nogometnim turnirima.
Od 1972. godine NK Dilj se počinje stalno natjecati u najnižem rangu. 1984. godine ostvaruje plasman u tadašnju Općinsku ligu Vinkovci. 
Ulaskom u istu radi se na poboljšanju uvjeta i izgradnji infrastrukture. Godine 1988. klub ulazi u međuopćinsku ligu.
Među najznačajnijim uspjesima iz tog razdoblja predstavlja osvajanje Općinskog kupa 1989. godine. 
Stvaranjem HNL-a NK Dilj započinje natjecanje u 3. HNL, da bi u sezoni 1996./97. postao članom 2. HNL – Sjever, a sezonu kasnije novostvorene 2. HNL – Istok koju iste sezone i napušta. Najveće uspjehe ostvaruje nastupima u 2. HNL – Sjever u razdoblju od 2002. – 2006., da bi krajem sezone 2005./06. zbog ponovne reoganizacije natjecanja ispao u 4. HNL – Istok. NK Dilj se trenutno natječe u MŽNL Osijek – Vinkovci (4. HNL – Istok).

Ime navijačke skupine je Cigla Boys.

## Statistika u prvenstvima Hrvatske od 1996./97.
| Sezona    | Rang | Liga            | Pozicija | Utakmice | Pobjede | Neodlučeno | Porazi | Postignuti golovi | Primljeni golovi | Bodovi  |
| 1996./97. | 3    | 2. HNL – Sjever | 3.       | 30       | 17      | 5          | 8      | 65                | 31               | 55 (-1) |
| 1997./98. | 2    | 2. HNL – Istok  | 15.      | 30       | 7       | 7          | 16     | 35                | 53               | 28      |
| 1998./99. | 3    | 3. HNL – Istok  | 3.       | 32       | 16      | 7          | 9      | 52                | 29               | 55      |
| 1999./00. | 3    | 3. HNL – Istok  | 6.       | 30       | 13      | 4          | 13     | 39                | 41               | 43      |
| 2000./01. | 3    | 3. HNL – Istok  | 4.       | 34       | 20      | 8          | 6      | 75                | 26               | 68      |
| 2001./02. | 3    | 3. HNL – Istok  | 1.       | 30       | 24      | 3          | 3      | 77                | 25               | 75      |
| 2002./03. | 2    | 2. HNL – Sjever | 10.      | 32       | 9       | 9          | 14     | 47                | 59               | 36      |
| 2003./04. | 2    | 2. HNL – Sjever | 8.       | 32       | 12      | 8          | 12     | 53                | 57               | 40      |
| 2004./05. | 2    | 2. HNL – Sjever | 6.       | 32       | 11      | 8          | 13     | 31                | 41               | 41      |
| 2005./06. | 2    | 2. HNL – Sjever | 11.      | 32       | 8       | 6          | 18     | 37                | 75               | 30      |
| 2006./07. | 4    | 4. HNL – Istok  | 12.      | 30       | 10      | 6          | 14     | 47                | 67               | 36      |
| 2007./08. | 4    | 4. HNL – Istok  | 3.       | 30       | 14      | 6          | 10     | 57                | 36               | 48      |
| 2008./09. | 4    | 4. HNL – Istok  | 3.       | 30       | 20      | 5          | 5      | 85                | 34               | 65      |

## Nastupi u Hrvatskom nogometnom kupu
1997./98.
- šesnaestina finala: NK Dilj Vinkovci – NK Inker Zaprešić 1:0
- osmina finala: NK Dilj Vinkovci – NK Split 2:1
- četvrtina finala: NK Dilj Vinkovci – NK Zagreb 2:5
- uzvratna utakmica: NK Zagreb – NK Dilj Vinkovci   3:2

2001./02.
- pretkolo: NK Dilj Vinkovci – NK Moslavina Kutina 4:1
- šesnaestina finala: NK Dilj Vinkovci – HNK Dubrovnik 2:0
- osmina finala: NK Dilj Vinkovci – HNK Hajduk Split 1:2